# Maximiliaanmargrietje
Het Maximiliaanmargrietje (Pionus maximiliani) is een vogel uit de familie Psittacidae (papegaaien van Afrika en de Nieuwe Wereld). Deze vogel is genoemd naar de Duitse ontdekkingsreiziger en natuuronderzoeker Maximilian zu Wied-Neuwied.

## Verspreiding en leefgebied
Deze soort komt voor in zuidelijk-centraal, zuidoostelijk en oostelijk Zuid-Amerika en telt vier ondersoorten:
- P. m. maximiliani: noordoostelijk en het oostelijke deel van Centraal-Brazilië.
- P. m. siy: van zuidoostelijk Bolivia tot Paraguay, het westelijke deel van Centraal-Brazilië en noordelijk Argentinië.
- P. m. lacerus: noordwestelijk Argentinië.
- P. m. melanoblepharus: van oostelijk Paraguay tot zuidoostelijk Brazilië en noordoostelijk Argentinië.

## Status
De grootte van de populatie is niet gekwantificeerd maar de soort wordt omschreven als vrij algemeen. Op de Rode lijst van de IUCN heeft deze soort de status niet bedreigd.